# Niphogenia
Niphogenia is een geslacht van insecten uit de familie van de dansvliegen (Empididae), die tot de orde tweevleugeligen (Diptera) behoort.

## Soorten
- N. eucera Melander, 1928
- N. turneri Wilder, 1981